# 类栉孔扇贝
，是莺蛤目海扇蛤科锦海扇蛤属的一种。主要分布于马来西亚、印度尼西亚、中国大陆、台湾，常栖息在潮间带低潮线和潮下线浅水区、泥质砂、石块、珊瑚碎块的砂质底。